# オルテン
オルテン（ドイツ語：Olten）は、スイス連邦ゾロトゥルン州にある基礎自治体（ゲマインデ）。
オルテン鉄道駅は、チューリッヒ、ベルン、バーゼル、ルツェルンから列車でわずか30分以内の位置にあり、スイス鉄道のハブ駅となっている。アーレ川に橋がかかったことにより、13世紀には重要なポイントとなっていた。

## 歴史
かなり古くから人が居住していたという考古学的な証拠は数多くあるものの、オルテンが"Oltun"の名前で文献に最初に登場するのは1201年のことである。